# Diaphorus dolichocerus
Diaphorus dolichocerus är en tvåvingeart som beskrevs av Stackelberg 1947. Diaphorus dolichocerus ingår i släktet Diaphorus och familjen styltflugor. Inga underarter finns listade i Catalogue of Life.